# Franz Saurer

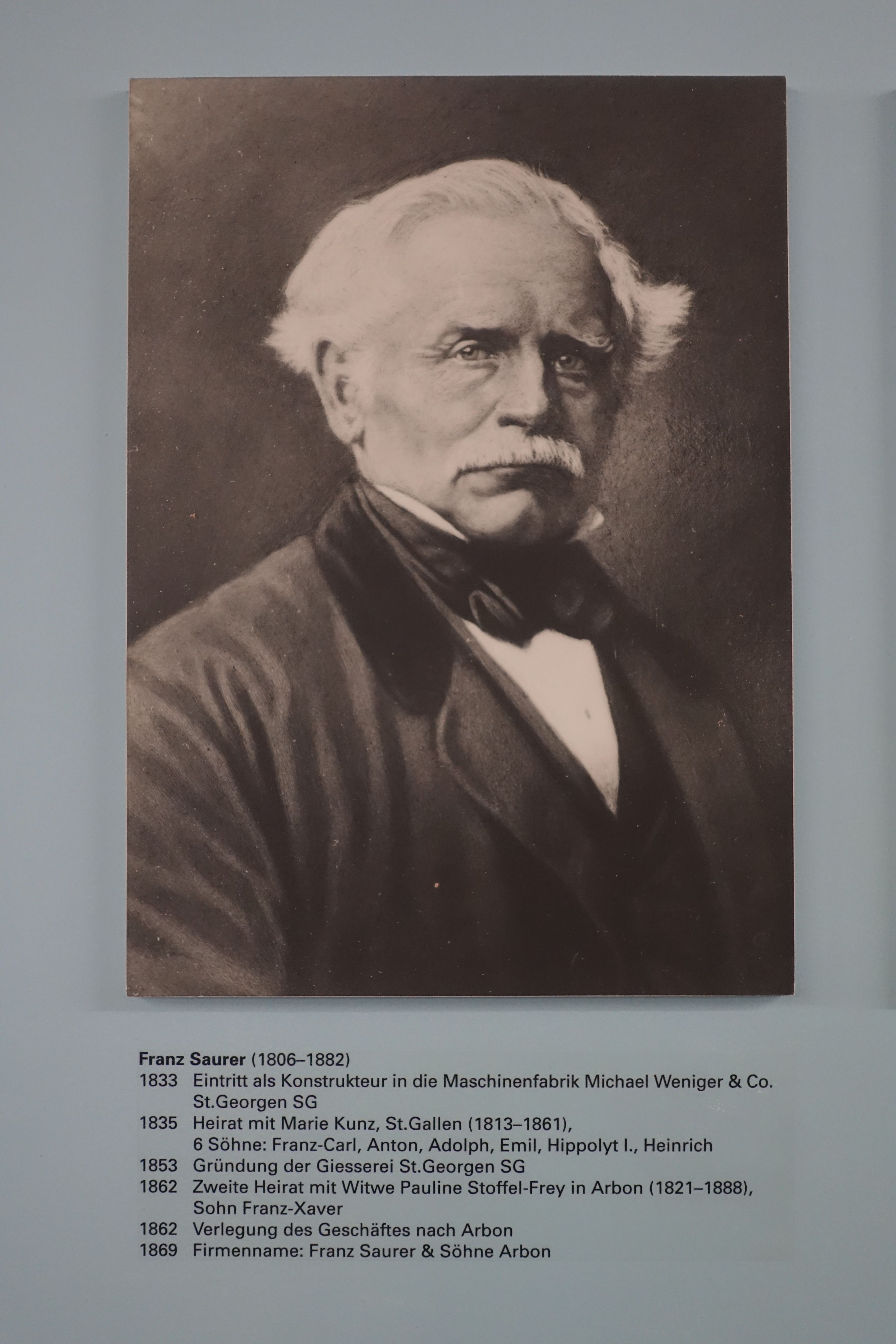
Franz Saurer (1806–1882)

Franz Saurer (* vermutlich am 3. Oktober 1806 in Veringendorf; † 28. November 1882 in Arbon TG) war der Begründer des späteren Großunternehmens Aktiengesellschaft Adolph Saurer im schweizerischen Arbon am Bodensee. 

## Leben

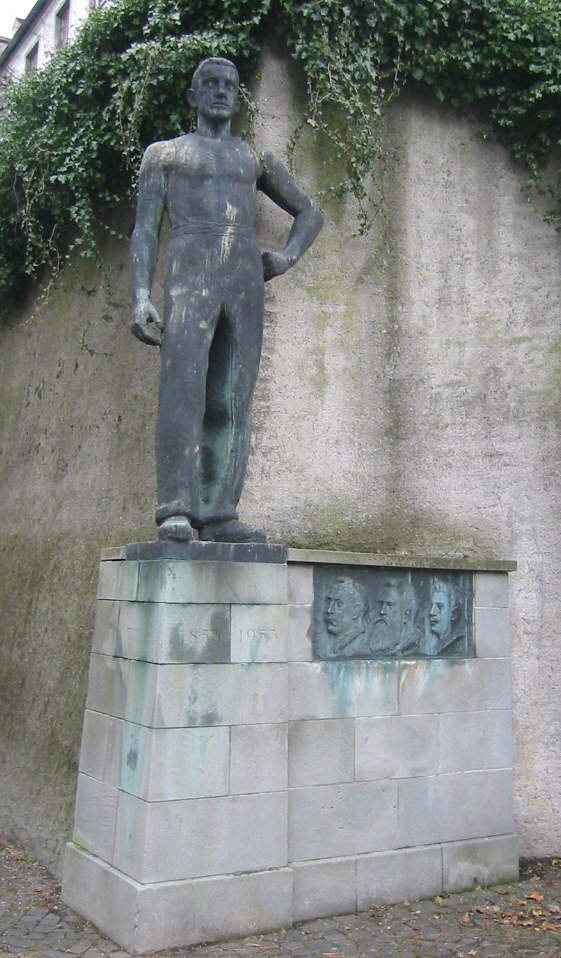
Reliefs der Arboner Industriellen Franz (links), Adolph und Hippolyt Saurer, eingelassen in der Mauer des Arboner Schlosses, mit einem Arbeiter. Bronzeplastik des Eglisauer Künstlers Ernst Heller, erstellt anlässlich des Firmenjubiläums 1953.

Franz Saurer wuchs als Sohn eines Bauern in Veringendorf an der Lauchert (Fürstentum Hohenzollern-Sigmaringen) auf. Bereits im Alter von 15 Jahren zog er zusammen mit einem jüngeren Bruder in die Schweiz, weil er in seiner Heimat kein Auskommen fand. Über Laufen am Rheinfall, wo seine Halbschwester wohnte und wo er bei Johann Georg Neher eine Lehre als Schmied und Schlosser absolvierte, erreichte er 1827 Wülflingen bei Winterthur. Dort arbeitete er als Geselle in der Mühlenbauwerkstätte Wimmersberger. Ende 1832 fand er eine Anstellung in der Maschinenwerkstätte von Michael Weniger in St. Georgen (damals Gemeinde Tablat) bei St. Gallen. 1833 hielt er sich während eines Jahres in Wien auf. Am 9. März 1834 heiratete er Maria Catharina Kunz (1813–1861). Von 1835 bis 1848 gebar sie sechs Knaben: Johann Anton (28. April 1835 bis 12. März 1872), Franz Carl (27. Dezember 1839 bis 4. Januar 1850), Adolph (14. Februar 1841 bis 23. Februar 1920), Julius Emil (7. Juli 1843 bis 19. Oktober 1896), Hippolyt Conrad (9. September 1847 bis 21. September 1877) und Heinrich (26. Dezember 1848 bis 30. März 1888). 1848 verliess Franz Saurer aus Protest gegen einen Lohnabbau die Maschinenfabrik St. Georgen. Er lebte nun unter anderem von der inzwischen aufgebauten Fuhrhalterei. 
1853 eröffnete er in der 1848 gekauften Liegenschaft St. Georgenstrasse 203–205 seine eigene Eisengiesserei, die wohl auch der nach wie vor bestehenden Maschinenfabrik St. Georgen als Zulieferbetrieb diente. Er beschäftigte vorerst nur zwei Arbeiter, zog aber seine Söhne zur Mitarbeit bei. 1854 erhielt er das Bürgerrecht von Tablat und wurde damit Schweizer. Am 26. April 1861 verstarb die erst 48-jährige Ehefrau Maria. 
Bereits am 11. August 1862 verheiratete sich Franz Saurer wieder, und zwar mit Maria Paulina Theresia Stoffel, geb. Frei (1821 bis 1888). Sie war die Witwe und Universalerbin von Franz Xaver Stoffel (1811–1861), der seit 1842 im alten Spital nördlich des Schlosses Arbon eine mechanische Werkstätte für Bau und Reparaturen von Jacquard-Apparaten für Webstühle betrieb. Er hatte allmählich mehrere Liegenschaften erworben und verfügte schließlich im Städtchen Arbon über einen ansehnlichen Grundbesitz, der sich bis zum See ausdehnte. Nach seinem frühen Tod im Jahre 1861 führte die als Waise in seinem Haus lebende Nichte Anna Stoffel das Geschäft weiter. Sie machte Franz Saurer, der mit seinen fünf Söhnen bereits seit Anfang Juli 1862 in Arbon lebte und mit dem sie sich nicht vertragen haben soll, mit dem Maschinen-Geschäft vertraut. 1864 verließ die geschäftstüchtige Anna Stoffel Arbon. Im Januar 1863 verlegte Franz Saurer den Betrieb von St. Georgen nach Arbon, wo er nun unter der Bezeichnung „Mechanische Werkstätte & Eisengiesserei Franz Saurer-Stoffel, Arbon“ firmierte. Der anfänglich erst wenige Arbeiter beschäftigende Betrieb wies bald ein beeindruckendes vielseitiges Fabrikationsprogramm auf, obwohl die Antriebskraft vorerst noch aus einem Pferdegöpel gewonnen wurde. 
Erst mit dem Eintritt der Söhne entwickelte sich der Betrieb zu einem wachsenden Unternehmen im Bereich des Stickmaschinenbaus. In der zweiten Hälfte der Sechzigerjahre traten Adolph (1866) und Anton (1867) in den väterlichen Betrieb ein, 1872 folgte Bruder Emil (inzwischen diplomierter Maschinenbauer). Später ergänzte der Kaufmann Hippolyt das Bruderteam sinnvoll. Bereits 1869 erfolgte die Umbenennung der Firma, welche nun „F. Saurer & Söhne“ hiess. Ebenfalls 1869 verliess das erste Modell einer Saurer-Handstickmaschine die Firma. Im personellen Bereich kam es allerdings recht bald zu grossen Veränderungen. Der noch nicht 37-jährige Anton starb bereits 1872 an den Folgen einer Blinddarmentzündung. Gar erst mit 30 Jahren, nach langer Krankheit, starb Hippolyt († 1877). Für die folgenden zwei Jahrzehnte sollten die verbliebenen Adolph und Emil Saurer erfolgreich die Geschicke der Unternehmung bestimmen. Vater Franz Saurer, der die beiden Söhne über weite Strecken gewähren liess, starb am 28. November 1882 nach kurzer Krankheit im Alter von 76 Jahren. Der einzige Sohn aus seiner zweiten Ehe, Franz Xaver Saurer (1864 bis 1892), soll hochbegabt gewesen sein. Er starb indessen bereits im Alter von 28 Jahren. Über ihn ist wenig bekannt.

## Bedeutung

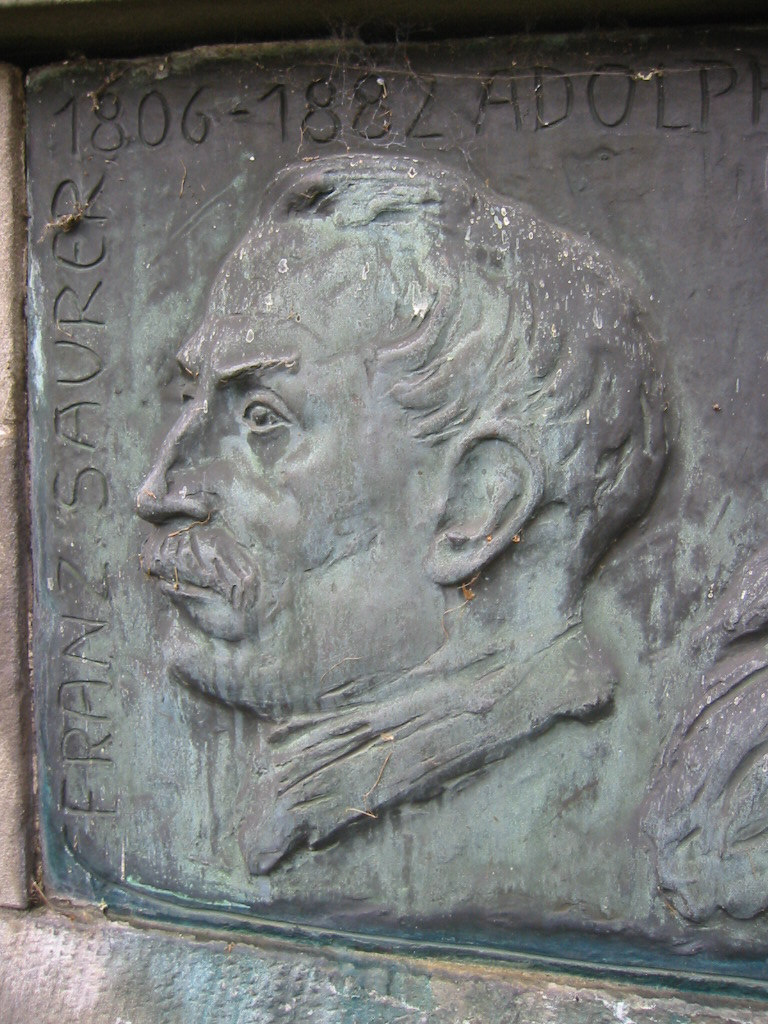
Porträt Franz Saurer (Detail)

Franz Saurer war zweifellos ein besonders geschickter Handwerker, der sich vom armen Bauerkind bis zum Fabrikanten hocharbeitete, welcher während kurzer Zeit sogar bis zu 500 Arbeiter beschäftigte. Sein im Jahr 1848 gefällter Entscheid, sich selbständig zu machen, zeugt von grossem Selbstvertrauen. Franz Saurer wird aber auch von der nachfolgenden allgemeinen positiven Wirtschaftsentwicklung profitiert haben. Mit seiner ersten Frau Maria Kunz stand ihm eine enorm tüchtige Frau zur Seite, die sich über ihre Kräfte hinaus für Familie und Betrieb einsetzte. Die zweite Frau Paulina Stoffel versetzte ihn mit ihrem geerbten Betrieb und dem günstig gelegenen Umschwung in die Lage, die Voraussetzungen für eine grössere Unternehmung zu schaffen. Nicht gering geschätzt werden darf der kurzzeitige Einfluss der dritten Frau in seiner Umgebung (Anna Stoffel). Gegen sein Lebensende hin hatte Franz Saurer mit der beachtlichen Ausdehnung der Firma erhebliche Mühe. Immerhin liess er die stets eigenmächtiger handelnden Söhne gewähren, auch wenn ihm dies nicht immer leichtfiel. Mit Mitteln aus seinem Nachlass wurde der Grundstock für einen zu erstellenden Arboner Stadtpark gelegt. Daraus entstand das südlich der Promenadenstrasse, respektive Rebenstrasse gelegene, heute noch bestehende sogenannte Pärkli mit Volière.